# Chengmai
Changmai är ett härad i Hainan-provinsen i sydligaste Kina.